# Ivo Bosch
Ivo Bosch y Puig (Arenys de Mar, 1852-San Sebastián, 1915) fue un empresario español.

## Biografía
Nació en el municipio barcelonés de Arenys de Mar el 13 de enero de 1852, en el seno de una familia acomodada. Era hijo de un abogado y registrador de la propiedad. A pesar de no acabar los estudios de bachillerato, se iniciaría pronto en el mundo de los negocios trabajando como corredor de bolsa. Logró amasar una fortuna considerable y se trasladó a París en 1879, donde se iniciaría en el mundo de los negocios. En el país galo estuvo ligado a importantes empresas como Societé Inmobiliere o Crédit Mobiliér, realizando diversas iniciativas financieras en el Banco de Madrid, la Compañía de Ferrocarriles de Puerto Rico o la Compañía de los Caminos de Hierros Colombianos.
En la década de 1880 mostró interés por el proyecto para construir una línea férrea entre Linares y Almería, empresa en la que vio un buen negocio. Linares en aquella época constituía un importante centro minero e industrial. Bosch consiguió que en 1889 el gobierno le diera la concesión al Banco General de Madrid —que él mismo presidía—, transfiriéndola poco después a la recién creada Compañía de los Caminos de Hierro del Sur de España. En esta empresa ocuparía los puestos de vicepresidente y director gerente, si bien Bosch fue la verdadera alma de la compañía. Tras casi una década de obras, la línea Linares-Almería fue inaugurada en 1899. A partir de 1900, acosado por problemas financieros, hubo de abandonar sus antiguos negocios en los Ferrocarriles de Puerto Rico, el Banco de Madrid y o el Crédit Mobilier. Se centró desde entonces en las actividades desarrolladas por la compañía ferroviaria del «Sur de España», cuya presidencia ostentaría desde 1903.
Falleció en San Sebastián el 7 de junio de 1915.